# Auguste de Cornulier de La Lande
Pour les autres membres de la famille, voir Famille Cornulier.
Auguste Louis Marie, comte de Cornulier de La Lande, est un homme politique français né le 23 septembre 1812 à Nantes (Loire-Atlantique) et mort le 12 février 1886 à Paris.

## Biographie
Auguste de Cornulier de La Lande est le fils du colonel Louis-Auguste de Cornulier (1778-1843), chef vendéen et chevalier de Saint-Louis, et d'Adélaïde Bonne Marie de L'Espinay. Sa sœur épouse leur parent Henri Victor de L'Espinay.
Maire de Saint-Hilaire-de-Loulay et conseiller général de Vendée pour le canton de Montaigu de 1871 à 1886, il est vice-président du Conseil général de la Vendée. 
Il est élu sénateur de la Vendée le 30 janvier 1876. À la Chambre, il prend place à la droite de la Chambre Haute, siégeant sur les bancs monarchistes, vote la dissolution de la Chambre des députés en juin 1877, soutient le gouvernement du Seize-Mai, refuse sa confiance au ministère Dufaure après le 14 octobre, et se prononce ensuite, contre l'article 7 et l'application des lois aux congrégations (1880). 
Réélu sénateur de la Vendée le 8 janvier 1882, il continue de voter avec la droite monarchiste, notamment : contre la formule nouvelle du serment judiciaire (1882), contre la réforme de la magistrature (1883) ou bien contre le rétablissement du divorce (1884). 
Il meurt en février 1886, à Paris, pendant la session.

## Sources
- « Auguste de Cornulier de La Lande », dans Adolphe Robert et Gaston Cougny, Dictionnaire des parlementaires français, Edgar Bourloton, 1889-1891 [détail de l’édition]